# Hannibal (Missouri)
Hannibal é uma cidade localizada no estado americano de Missouri, no Condado de Marion e Condado de Ralls.

## Demografia
Segundo o censo americano de 2000, a sua população era de 17.757 habitantes.
Em 2006, foi estimada uma população de 17.637, um decréscimo de 120 (-0.7%).

## Geografia
De acordo com o United States Census Bureau tem uma área de
39,0 km², dos quais 37,8 km² cobertos por terra e 1,2 km² cobertos por água.

## Localidades na vizinhança
O diagrama seguinte representa as localidades num raio de 20 km ao redor de Hannibal.